# Levi van Veluw
Levi van Veluw (Hoevelaken, 1985) is een Nederlands beeldend kunstenaar. Als multidisciplinair kunstenaar gebruikt en combineert hij foto's, video's, installaties, tekeningen, en beeldhouwwerken (sculpturen). Van Veluw staat vooral bekend om zijn merkwaardige fotografische zelfportretten en surrealistische installaties, waarmee hij de relatie onderzoekt tussen het spirituele, rationele en materiële.
Van Veluw groeide op in Emmen. In 2006 liep hij stage in de studio van fotograaf Erwin Olaf. Nog voor zijn afstuderen had hij zijn eerste galerieshow te pakken. In 2007 studeerde hij af bij ArtEZ te Arnhem.
In 2015 werd hij uitgeroepen tot publieksfavoriet van de Volkskrant Beeldende Kunst Prijs. In 2024 ontving Van Veluw de Singerprijs. Dat jaar bouwde hij in Singer Laren zijn eerste grote overzichtstentoonstelling, getiteld "Labyrinth of memories".
Van Veluw wordt vertegenwoordigd door Galerie Ron Mandos, waarvan hij de galeriehouder leerde kennen via Olaf. Hij werkt tegenwoordig met meerdere assistenten in een atelier op het Hembrugterrein te Zaandam. Zijn werk is wereldwijd tentoongesteld, in onder meer het Museum of Arts and Design (2010, VS), CODA (2014, NL), het Domaine de Kerguéhennec (Frankrijk, 2018), Praz-Delavallade (Frankrijk, 2020), en Hermès (2022, VS),

## Bekende werken
- Enkele reeksen fotografische zelfportretten (2006–2010), waarop hij zijn eigen hoofd schminkte en bedekte met materialen, waaronder koffie, inkt, boomschors, yoghurt, tapijt, gras, mos, bladeren, roosjes en kiezelstenen.[b] Voor de serie "Landscapes" veranderde hij bijvoorbeeld zijn hoofd in diverse idylle landschappen.[21][22] In de serie "Natural Transfers" ging zijn gezicht schuil achter allerlei kleuren hoofdhaar.[22]
- "The Relativity of Matter" (2015), was een surrealistische installatie van maar liefst 350 vierkante meter, waarvoor twee volledige verdiepingen van kunstcentrum Marres werden getransformeerd.[23] Bezoekers mochten alleen met een reservering mondjesmaat de tentoonstelling betreden.[24][25]
- Zijn "Origin of the Beginning"-werken, waaronder een film, boek en kunstwerk.[11][1] Het kunstwerk was een reconstructie van de eetkamer uit zijn kindertijd, waarvoor hij zijn moeder, vader, broer en zus bedekte met houten tegeltjes.[26]

## Privéleven
Van Veluw komt uit een religieus huishouden. Hij ging in zijn jeugd regelmatig naar de kerk, en zijn opa was een dominee. Als kind bezocht hij nooit musea of theaters. Zijn vrouw, Noa Verhofstad, is een ontwerper.